# Erginulus leviarcuatus
Erginulus leviarcuata is een hooiwagen uit de familie Cosmetidae.
De originele naamcombinatie (protoniem) is Cynorta (Cynorta) leviarcuata Sørensen in Henriksen 1932. Een volgende naamrecombinatie werd gepubliceerd als Erginulus leviarcuatus (Sørensen, 1932) in Kury, 2003. Een alternatieve spelling in sommige online bronnen was leviarcuata, maar blijkbaar niet overgenomen in taxonomische publicaties. Na 2003 de geldige combinatie is Erginulus leviarcuatus (Sørensen, 1932).